# Pińczów (công xã)
Gmina Pińczów là một vùng thành thị-nông thôn (công xã) ở Pińczów, Świętokrzyskie Voivodeship, ở miền trung nam Ba Lan. Khu vực hành chính của nó là Pińczów, nằm cách khoảng 40 kilômét (25 mi) về phía nam thủ đô khu vực Kielce.
Gmina có diện tích là 212,75 kilômét vuông (82,1 dặm vuông Anh), và tính đến năm 2006, tổng dân số của nó là 22.147 (trong đó dân số của Pińczów lên tới 11.886, và dân số của vùng nông thôn của Gmina là 10.261).
Gmina chứa một phần của các khu vực được bảo vệ gọi là Công viên cảnh quan Kozubów, Công viên cảnh quan Nida và Công viên cảnh quan Szaniec.

## Làng
Ngoài trung tâm Pinczow, Gmina Pinczow chứa các làng và các khu định cư của aleksandrow, Bogucice Drugie, Bogucice Pierwsze, Borków, Brzeście, Bugaj, Byczów, Chrabków, Chruścice, Chwałowice, Gacki, Grochowiska, Kopernia, Kowala, Kozubów, Krzyżanowice Dolne, Krzyżanowice Średnie, Leszcze, Marzęcin, Młodzawy Duże, Młodzawy Nam, Mozgawa, Nowa Zagość, Orkanów, Pasturka, Podłęże, Sadek, Skowronno Dolne, Skowronno Gorne, Skrzypiów, Stara Zagość, Szarbków, Szczypiec, Uników, WINIARY, Włochy, Wola Zagojska Dolna, Wola Zagojska Górna, Zagórzyce, Zakrzów và Zawarża.

## Gmina lân cận
Gmina Pinczow giáp với Gmina của Busko-Zdrój, Chmielnik, Czarnocin, Działoszyce, Imielno, Kije, Michałów, Wiślica và Zlota.